# Liste der surinamischen Botschafter beim Heiligen Stuhl
Die Liste der surinamischen Botschafter beim Heiligen Stuhl bietet einen Überblick über die Leiter der diplomatischen Vertretung der Republik Suriname beim Völkerrechtssubjekt des Heiligen Stuhls seit Aufnahme diplomatischer Beziehungen.
Der surinamische Botschafter in Den Haag, Niederlande, oder dessen Geschäftsträger(in) ist der Vertreter Surinames beim Heiligen Stuhl.
| Amtszeit  | Name                             | Anmerkung         |
| --------- | -------------------------------- | ----------------- |
| 1995–2000 | Evert G. Azimullah               | Botschafter       |
| 2000–2003 | Nell J. Stadwijk-Kappel          | Geschäftsträgerin |
| 2004–2006 | Edgard Stephanus Ragoenath Amanh | Botschafter       |
| 2006–2007 | Susan Maredith Derby             | Geschäftsträgerin |
| 2007–2010 | Urmila Joella-Sewnundun          | Botschafterin     |
| 2010–2011 | Amina Pardi Titi                 | Geschäftsträgerin |
| 2011–2012 | David Abiamofo                   | Geschäftsträger   |
| 2012–2015 | Chantal Rachieda Doekhie         | Geschäftsträgerin |
| 2015–     | Lucretia P. Tolud-Redan          | Geschäftsträgerin |

## Weblink
- Martin Wolters: Das beim Hl. Stuhl akkreditierte Diplomatische Korps In: Die Apostolische Nachfolge